# 孔圣科隆布
孔圣科隆布（法語：Cons-Sainte-Colombe，法語發音：[kɔ̃ sɛ̃t kɔlɔ̃b]）是法国上萨瓦省的一个旧市镇，位于该省南部，属于阿讷西区。2016年1月1日，孔圣科隆布和相邻的马尔朗合并成为新市镇瓦勒德谢斯（Val de Chaise）。

## 地理
孔圣科隆布（45°44'56"N, 6°19'33"E）面积3.47 平方千米，位于法国奥弗涅-罗讷-阿尔卑斯大区上萨瓦省，该省份为法国东部省份，历史上为薩伏依的一部分，北与瑞士接壤，西接安省，南至萨瓦省，东与瑞士和意大利接壤。
与孔圣科隆布接壤的市镇（或旧市镇、城区）包括：圣费雷奥勒、马尔托、法韦日-塞特内、瓦勒德谢斯。
孔圣科隆布的时区为UTC+01:00、UTC+02:00（夏令时）。

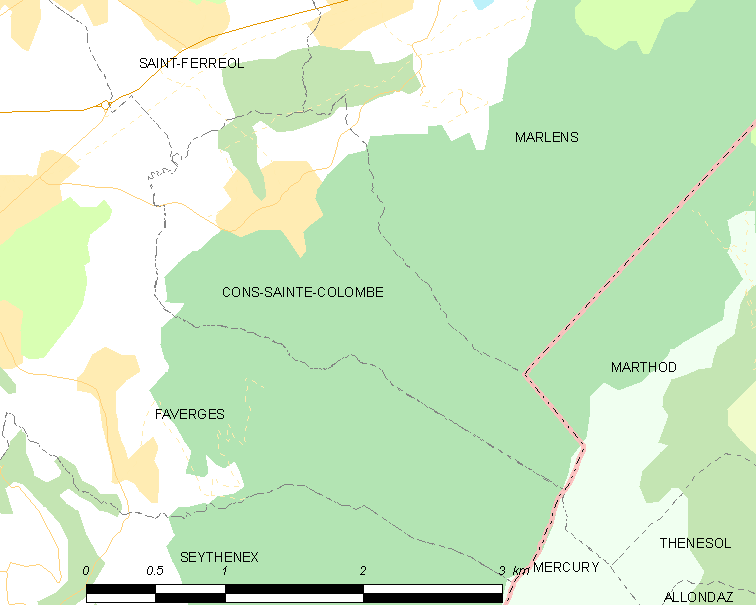
孔圣科隆布的OSM定位图

## 行政
孔圣科隆布的邮政编码为74210，INSEE市镇编码为74084。

## 政治
孔圣科隆布所属的省级选区为法韦日-塞特内县。

## 人口

1962-2008年间孔圣科隆布人口变化图示

孔圣科隆布于2018年1月1日时的人口数量为390人。